# フィーラ

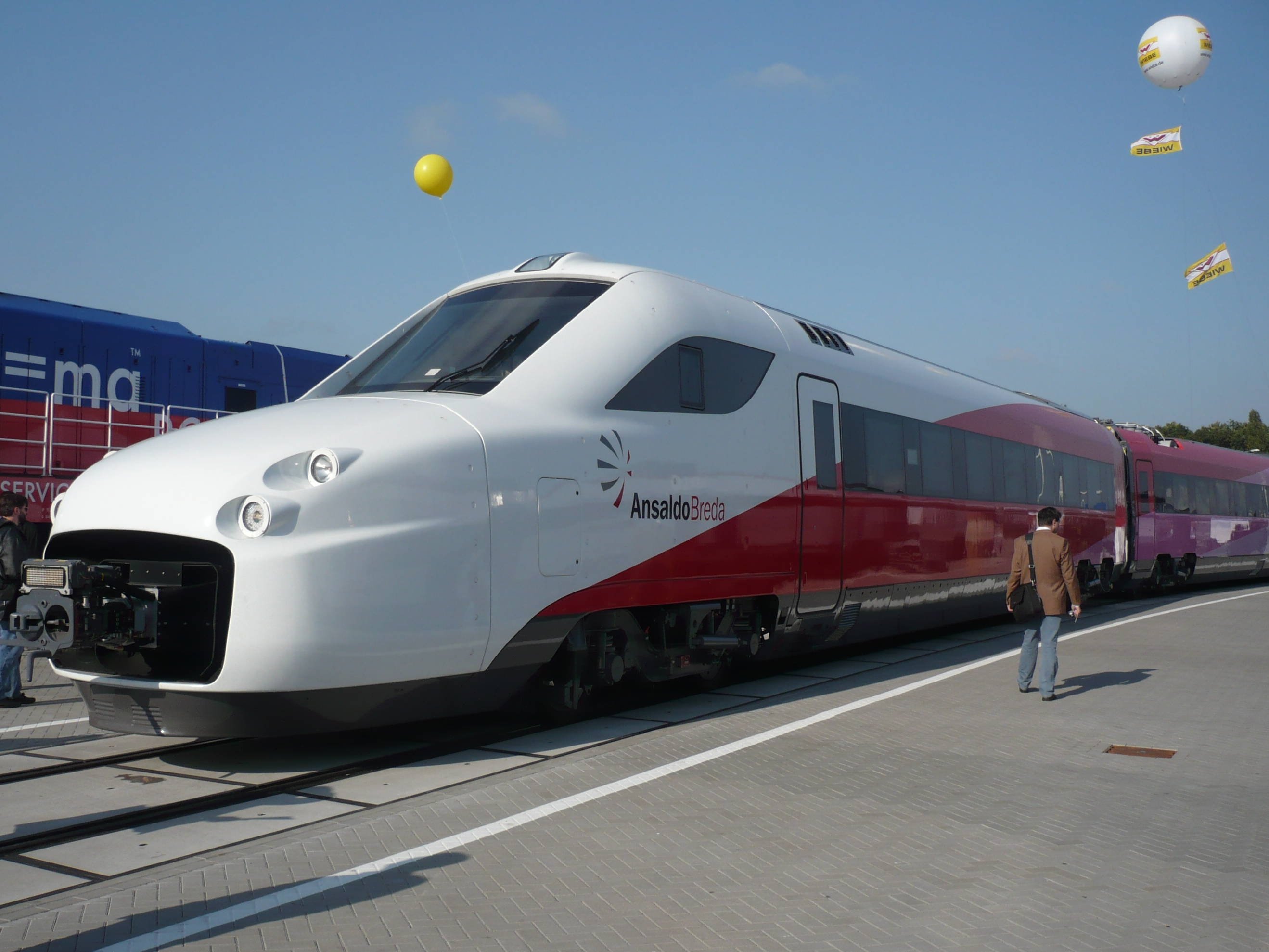
導入が予定されていたV250

フィーラ (Fyra) は、オランダ高速鉄道とベルギー国鉄がHSL-ZuidとHSL 4両高速新線を経由し、アムステルダム、アムステルダム・スキポール空港、ロッテルダム、ハーグ、アントウェルペンなどオランダ、ベルギーの主要都市を経由しブリュッセルに至る高速列車のブランド名（列車愛称）である。フィーラは現在運行が行われている高速列車タリスと共に運行される計画だった。

## 運行計画
大部分のオランダ高速鉄道運行の列車の拠点駅はアムステルダム中央駅で、ロッテルダムへは毎時2本、ブレダへも毎時2本、ベルギー側のアントウェルペンやブリュッセルへは毎時1本となる。加えて日に8本はハーグからブレダを経由しブリュッセルへ運行され、ベルギー側での運行はベルギー国鉄が担当する。
2012年12月9日より高速電車V250を使用して、両国を跨ぐ系統（アムステルダム中央駅 - スキポール空港駅 - ロッテルダム中央駅 - アントワープ中央駅 - ブリュッセル中央駅 - ブリュッセル南駅）の運行が開始された。しかし開業直後から寒波の影響などで定時運行率が50%を割り込み、また車両の故障による遅延や運休が頻発しているとして2013年1月18日からベルギー国鉄は安全が確認できるまで運行停止にすると発表。2月18日よりフィーラ運行前に両国間を結んでいたインターシティ2往復をデンハーグ発着で復活させ、さらに3月11日より1日8本に増発しその穴埋めをすることとなった。オランダでは品質を顧みず安易に価格の安い車両を導入したのが原因として「Aldi（ドイツ系ディスカウントストア）の高速鉄道」と皮肉を込め批判され、Aldi社がこれに抗議する騒ぎにまで発展した。
ついにベルギー国鉄は2013年5月末に列車の購入中止を決定。オランダ高速鉄道も2013年6月3日に撤退を表明、オランダ政府が了承したため完全廃止となった。アンサルドブレーダとオランダ高速鉄道との訴訟合戦の後、オランダ高速鉄道は2014年3月、車両を返却するかわりに1億2500万ユーロを受け取ることに合意。合意額はそれまでに支払った額である2億1300万ユーロを大きく下回った。同年9月、アムステルダム東地区で野ざらしになっていた車両の返却が始まった。

## 使用車両
オランダ高速鉄道は16編成の高速電車V250をアンサルドブレーダに発注し、ベルギー国鉄も3編成発注した。1編成8両で構成し、最高速度250km/hでの運行が予定されていた。